# بایرسدورف
بایرسدورف آگ (به آلمانی: Beiersdorf AG) یک شرکت چندملیتی آلمانی تولیدکننده لوازم آرایشی و محصولات بهداشت و درمان است، که دفتر مرکزی آن در شهر هامبورگ مستقر می‌باشد.
شرکت بایرسدورف در سال ۱۸۸۲ توسط پل کارل بایرسدورف تأسیس شد. برندها و نشان‌های تجاری این شرکت شامل؛ نیوآ، اوسرین، الاستوپلاست، لابلو، 8x4 و لاپریریه می‌باشند. شرکت مکسینگوست آگ با در اختیار داشتن ۵۰٫۴ درصد از سهام بایرسدورف، مالک اصلی این شرکت می‌باشد. بخشی از سهام شرکت بایرسدورف نیز در بازار بورس فرانکفورت معامله می‌شود.